# 10.ª etapa do Giro d'Italia de 2017
A 10ª etapa do Giro d'Italia de 2017 teve lugar em 16 de maio de 2017 entre Foligno e Montefalco sobre um percurso de 39,8 km sendo a primeira contrarrelógio do Giro.

## Classificação da etapa
A classificação da etapa foi a seguinte:
| \| Classificação por etapas \| Classificação por etapas \| Classificação por etapas \| Classificação por etapas \| Classificação por etapas \| \| Ciclista \| Ciclista \| Equipe \| Tempo \| \| \| ------------------------ \| ------------------------ \| ------------------------ \| ------------------------ \| ------------------------ \| \| 1. \| Tom Dumoulin \| Team Sunweb \| 50m37s \| \| \| 2. \| Geraint Thomas \| Team Sky \| + 49s \| \| \| 3. \| Bob Jungels \| Quick-Step Floors \| + 56s \| \| \| 4. \| Luis León Sánchez \| Astana \| + 1m40s \| \| \| 5. \| Vasil Kiryienka \| Team Sky \| + 2m00s \| \| \| 6. \| Vincenzo Nibali \| Bahrain-Merida \| + 2m07s \| \| \| 7. \| Maxime Monfort \| Lotto-Soudal \| + 2m13s \| \| \| 8. \| Jos van Emden \| LottoNL-Jumbo \| + 2m15s \| \| \| 9. \| Andrey Amador \| Movistar Team \| + 2m16s \| \| \| 10. \| Bauke Mollema \| Trek-Segafredo \| + 2m17s \| \| |                   |                   |         |
| |                   |                   |         |
| Fonte: ProCyclingStats |                   |                   |         |
| Classificação por etapas |                   |                   |         |
| Ciclista | Ciclista          | Equipe            | Tempo   |
| 1. | Tom Dumoulin      | Team Sunweb       | 50m37s  |
| 2. | Geraint Thomas    | Team Sky          | + 49s   |
| 3. | Bob Jungels       | Quick-Step Floors | + 56s   |
| 4. | Luis León Sánchez | Astana            | + 1m40s |
| 5. | Vasil Kiryienka   | Team Sky          | + 2m00s |
| 6. | Vincenzo Nibali   | Bahrain-Merida    | + 2m07s |
| 7. | Maxime Monfort    | Lotto-Soudal      | + 2m13s |
| 8. | Jos van Emden     | LottoNL-Jumbo     | + 2m15s |
| 9. | Andrey Amador     | Movistar Team     | + 2m16s |
| 10. | Bauke Mollema     | Trek-Segafredo    | + 2m17s |

## Classificações ao final da etapa
A classificação geral depois de finalizar a etapa foi a seguinte:

### Classificação geral
| \| Classificação geral \| Classificação geral \| Classificação geral \| Classificação geral \| Classificação geral \| \| Ciclista \| Ciclista \| Equipe \| Tempo \| \| \| ------------------- \| ------------------- \| ------------------- \| ------------------- \| ------------------- \| \| 1. \| Tom Dumoulin \| Team Sunweb \| 42h57m16s \| \| \| 2. \| Nairo Quintana \| Movistar Team \| + 2m23s \| \| \| 3. \| Bauke Mollema \| Trek-Segafredo \| + 2m38s \| \| \| 4. \| Thibaut Pinot \| FDJ \| + 2m40s \| \| \| 5. \| Vincenzo Nibali \| Bahrain-Merida \| + 2m47s \| \| \| 6. \| Bob Jungels \| Quick-Step Floors \| + 3m56s \| \| \| 7. \| Domenico Pozzovivo \| AG2R La Mondiale \| + 4m05s \| \| \| 8. \| Ilnur Zakarin \| Katusha-Alpecin \| + 4m17s \| \| \| 9. \| Andrey Amador \| Movistar Team \| + 4m39s \| \| \| 10. \| Steven Kruijswijk \| LottoNL-Jumbo \| + 5m19s \| \| |                    |                   |           |
| |                    |                   |           |
| Fonte: ProCyclingStats |                    |                   |           |
| Classificação geral |                    |                   |           |
| Ciclista | Ciclista           | Equipe            | Tempo     |
| 1. | Tom Dumoulin       | Team Sunweb       | 42h57m16s |
| 2. | Nairo Quintana     | Movistar Team     | + 2m23s   |
| 3. | Bauke Mollema      | Trek-Segafredo    | + 2m38s   |
| 4. | Thibaut Pinot      | FDJ               | + 2m40s   |
| 5. | Vincenzo Nibali    | Bahrain-Merida    | + 2m47s   |
| 6. | Bob Jungels        | Quick-Step Floors | + 3m56s   |
| 7. | Domenico Pozzovivo | AG2R La Mondiale  | + 4m05s   |
| 8. | Ilnur Zakarin      | Katusha-Alpecin   | + 4m17s   |
| 9. | Andrey Amador      | Movistar Team     | + 4m39s   |
| 10. | Steven Kruijswijk  | LottoNL-Jumbo     | + 5m19s   |

### Classificação por pontos
| Classificação por pontos | Classificação por pontos | Classificação por pontos      | Classificação por pontos | Classificação por pontos |
| Ciclista                 | Ciclista                 | Equipe                        | Pontos                   |                          |
| ------------------------ | ------------------------ | ----------------------------- | ------------------------ | ------------------------ |
| 1.                       | Fernando Gaviria         | Quick-Step Floors             | 191 pts                  |                          |
| 2.                       | Jasper Stuyven           | Trek-Segafredo                | 160 pts                  |                          |
| 3.                       | André Greipel            | Lotto-Soudal                  | 129 pts                  |                          |
| 4.                       | Caleb Ewan               | Orica-Scott                   | 100 pts                  |                          |
| 5.                       | Lukas Pöstlberger        | Bora-Hansgrohe                | 98 pts                   |                          |
| 6.                       | Daniel Teklehaimanot     | Dimension Data                | 78 pts                   |                          |
| 7.                       | Kristian Sbaragli        | Dimension Data                | 76 pts                   |                          |
| 8.                       | Silvan Dillier           | BMC Racing Team               | 68 pts                   |                          |
| 9.                       | Eugert Zhupa             | Wilier Triestina-Selle Italia | 60 pts                   |                          |
| 10.                      | Sam Bennett              | Bora-Hansgrohe                | 57 pts                   |                          |

### Classificações por equipas

#### Classificação por tempo
| Classificação por equipes | Classificação por equipes | Classificação por equipes | Classificação por equipes |
| Equipe                    | Equipe                    | Tempo                     |                           |
| ------------------------- | ------------------------- | ------------------------- | ------------------------- |
| 1.                        | Movistar Team             | 129h07m41s                |                           |
| 2.                        | Astana                    | + 4m31s                   |                           |
| 3.                        | UAE Team Emirates         | + 10m34s                  |                           |
| 4.                        | Cannondale-Drapac         | + 17m18s                  |                           |
| 5.                        | FDJ                       | + 18m11s                  |                           |
| 6.                        | Team Sunweb               | + 18m14s                  |                           |
| 7.                        | Bahrain-Merida            | + 18m38s                  |                           |
| 8.                        | AG2R La Mondiale          | + 21m30s                  |                           |
| 9.                        | BMC Racing Team           | + 24m53s                  |                           |
| 10.                       | Trek-Segafredo            | + 29m40s                  |                           |

#### Classificação por pontos
| Classificação por equipes | Classificação por equipes | Classificação por equipes | Classificação por equipes |
| Equipe                    | Equipe                    | Pontos                    |                           |
| ------------------------- | ------------------------- | ------------------------- | ------------------------- |
| 1.                        | Quick-Step Floors         | 258 pts                   |                           |
| 2.                        | Trek-Segafredo            | 202 pts                   |                           |
| 3.                        | Bora-Hansgrohe            | 197 pts                   |                           |
| 4.                        | Dimension Data            | 155 pts                   |                           |
| 5.                        | UAE Team Emirates         | 151 pts                   |                           |
| 6.                        | Team Sunweb               | 137 pts                   |                           |
| 7.                        | Orica-Scott               | 135 pts                   |                           |
| 8.                        | Lotto-Soudal              | 130 pts                   |                           |
| 9.                        | Movistar Team             | 124 pts                   |                           |
| 10.                       | Bahrain-Merida            | 106 pts                   |                           |